# Twiggy
Dame Lesley Lawson DBE, bolj znana pod vzdevkom Twiggy, angleška manekenka, igralka in pevka, * 19. september 1949, Neasden, Združeno kraljestvo.
Zaslovela je v 1960. letih na londonski modni sceni s svojo izredno suho postavo (odtod njen vzdevek, ki izhaja iz angleške besede »twig« – vejica oz. šiba) in androginim videzom z velikimi očmi, dolgimi trepalnicami ter kratkimi lasmi.
Po koncu kariere fotomodela je prodrla kot igralka. Za glavno vlogo v filmskem mjuziklu The Boy Friend (1971) je prejela dva zlata globusa, leta 1983 pa še nominacijo za nagrado tony za nastop v broadwayskem mjuziklu My One and Only. Kasneje se je preskusila tudi v vlogi televizijske voditeljice, v svoji seriji Twiggy's People je intervjuvala zvezdnike in bila sodnica v resničnostnem šovu Ameriški super model.